# Bezirk Dornbirn
Der Bezirk Dornbirn ist ein Verwaltungsbezirk des österreichischen Bundeslandes Vorarlberg. Er ist der am dichtesten besiedelte Bezirk Österreichs sowie der flächenmäßig kleinste, jeweils mit Ausnahme der Statutarstädte. Der Sitz der Bezirkshauptmannschaft befindet sich in Dornbirn.
Der Bezirk Dornbirn ist deckungsgleich mit dem Gerichtsbezirk Dornbirn und untersteht damit der Jurisdiktion des Bezirksgerichts Dornbirn sowie des Landesgerichts Feldkirch.

## Geografie
Die nordwestliche Hälfte des Bezirks ist flach und gehört zum Unterland genannten unteren Vorarlberger Rheintal, hier wohnt nahezu die gesamte Bezirksbevölkerung. Die südöstliche Hälfte liegt im Bregenzerwaldgebirge und ist kaum besiedelt. Hier entspringt die Dornbirner Ach, die den Bezirk von Südosten nach Nordwesten durchfließt. Im Westen bildet der Alpenrhein die Grenze zum Kanton St. Gallen der Schweiz, im Norden und Osten grenzt der Bezirk Bregenz an, im Süden der Bezirk Feldkirch. Höchster Punkt ist die Sünser Spitze (2061 m), die niedrigste Stelle liegt im äußersten Nordwesten bei der Dornbirner Ach (399 m).

## Geschichte
Der Bezirk Dornbirn ist ein relativ junger Verwaltungsbezirk, er wurde erst 1969 vom Verwaltungsbezirk Feldkirch abgespalten.
Ab Juni 2021 war der im Oktober 2024 verstorbene Harald Schneider Bezirkshauptmann von Dornbirn. Von der Vorarlberger Landesregierung wurde Claudia Feurstein am 4. Februar 2025 zur Bezirkshauptfrau von Dornbirn ab 1. März 2025 bestellt.

## Gemeinden
Der Bezirk Dornbirn gliedert sich in drei Gemeinden, darunter zwei Stadtgemeinden und eine Marktgemeinde.
Damit gehören dem Bezirk die größte Marktgemeinde Österreichs, Lustenau, die größte Gemeinde Vorarlbergs, Dornbirn, und die jüngste Stadtgemeinde des Bundeslandes, Hohenems an. Von der Bezirksfläche entfallen rund 70 % auf das Gemeindegebiet Dornbirns, rund 13 % auf das Lustenaus und rund 17 % auf jenes von Hohenems.

Gemeinden des Bezirks Dornbirn

Die Einwohnerzahlen stammen vom 1. Jänner 2024.
| Gemeinde | Lage | Ew     | km²    | Ew / km² | Gerichtsbezirk | Region   | Typ             | Foto | Metadaten         |
| -------- | ---- | ------ | ------ | -------- | -------------- | -------- | --------------- | ---- | ----------------- |
| Dornbirn |      | 51.876 | 120,93 | 429      | Dornbirn       | Rheintal | Stadt- gemeinde | ja   | Gem.Kennz.: 80301 |
| Hohenems |      | 17.319 | 29,17  | 594      | Dornbirn       | Rheintal | Stadt- gemeinde | ja   | Gem.Kennz.: 80302 |
| Lustenau |      | 24.223 | 22,26  | 1088     | Dornbirn       | Rheintal | Markt- gemeinde | ja   | Gem.Kennz.: 80303 |